# Atalanta Bergamasca Calcio 1991-1992
Questa voce raccoglie le informazioni riguardanti l'Atalanta Bergamasca Calcio nelle competizioni ufficiali della stagione 1991-1992.

## Stagione
In questa stagione la squadra subì un gol dal portiere della Cremonese Michelangelo Rampulla, mentre a fine stagione il capitano Glenn Peter Strömberg si ritirò dal calcio giocato. Il numero di punti ottenuti in casa fu uguale a quelli ottenuti in trasferta.
Il cammino in Coppa Italia si interruppe agli ottavi di finale per mano della Juventus, dopo che al primo turno i nerazzurri avevano eliminato il Padova.

## Divise e sponsor
Lo sponsor tecnico per la stagione 1991-1992 fu Lotto, mentre lo sponsor ufficiale fu Tamoil.
| Casa | Trasferta |

## Organigramma societario
Area direttiva
- Presidente: Antonio Percassi
- Presidente onorario: Achille Bortolotti
- Vice presidenti: Giuseppe Percassi e Marco Radici
- Amministratore delegato: Aldo Piceni

Area organizzativa
- Segretario generale: Giacomo Randazzo
- Accompagnatore ufficiale: Maurizio Bucarelli

Area tecnica
- Consigliere tecnico: Franco Previtali
- Direttore sportivo: Giorgio Vitali
- Allenatore: Bruno Giorgi
- Preparatore dei portieri: Zaccaria Cometti
- Preparatore atletico: Marco Rota

Area sanitaria
- Staff medico: Amedeo Amadeo, Paolo Amaddeo e Andrea Murnigotti
- Massaggiatori: Marco Piacezzi e Renzo Cividini

## Rosa
| N. |                   | Ruolo | Calciatore           |
| -- | ----------------- | ----- | -------------------- |
|    | Italia (bandiera) | P     | Fabrizio Ferron      |
|    | Italia (bandiera) | P     | Astutillo Malgioglio |
|    | Italia (bandiera) | D     | Tebaldo Bigliardi    |
|    | Italia (bandiera) | D     | Roberto Bordin       |
|    | Italia (bandiera) | D     | Nicola Boselli       |
|    | Italia (bandiera) | D     | Carlo Cornacchia     |
|    | Italia (bandiera) | D     | Luigino Pasciullo    |
|    | Italia (bandiera) | D     | Stefano Sottili      |
|    | Italia (bandiera) | D     | Emanuele Tresoldi    |
|    | Italia (bandiera) | D     | Mauro Valentini      |
|    | Italia (bandiera) | C     | Riccardo Bracaloni   |

| N. |                      | Ruolo | Calciatore                       |
| -- | -------------------- | ----- | -------------------------------- |
|    | Italia (bandiera)    | C     | Tiziano De Patre                 |
|    | Italia (bandiera)    | C     | Giuseppe Minaudo                 |
|    | Italia (bandiera)    | C     | Eligio Nicolini                  |
|    | Italia (bandiera)    | C     | Pierluigi Orlandini              |
|    | Italia (bandiera)    | C     | Carlo Perrone                    |
|    | Svezia (bandiera)    | C     | Glenn Peter Strömberg (capitano) |
|    | Brasile (bandiera)   | A     | Carlos Alberto Bianchezi         |
|    | Argentina (bandiera) | A     | Claudio Caniggia                 |
|    | Italia (bandiera)    | A     | Claudio Clementi                 |
|    | Italia (bandiera)    | A     | Lamberto Piovanelli              |
|    | Italia (bandiera)    | A     | Federico Pisani                  |

## Risultati

### Serie A

#### Girone di andata
| Arbitro: | Ceccarini (Livorno) |

|          |           |  |
| Zola 84’ | Marcatori |  |

| Arbitro: | Felicani (Bologna) |

|             |           |                |
| Perrone 64’ | Marcatori | 50’ Pergolizzi |

| Arbitro: | Mughetti (Cesena) |

|          |           |              |
| Sosa 14’ | Marcatori | 55’ Caniggia |

| Bergamo 22 settembre 1991 | Atalanta        | 0 – 0 | Juventus | Stadio Comunale\| Arbitro: \| Cesari (Genova) \| |
| Arbitro:                  | Cesari (Genova) |       |          |                                                  |

| Arbitro: | Stafoggia (Pesaro) |

|                    |           |                             |
| Dezotti 39’ (rig.) | Marcatori | 20’ Strömberg 46’ Bianchezi |

| Arbitro: | Nicchi (Arezzo) |

|  |           |                                    |
|  | Marcatori | 3’ (rig.) van Basten 48’ Albertini |

| Arbitro: | Fucci (Salerno) |

|  |           |                            |
|  | Marcatori | 52’ Bianchezi 67’ Caniggia |

| Arbitro: | Trentalange (Torino) |

|  |           |             |
|  | Marcatori | 13’ Herrera |

| Arbitro: | Felicani (Bologna) |

|  |           |                            |
|  | Marcatori | 62’ Bianchezi 90’ Caniggia |

| Arbitro: | Cornieti (Forlì) |

|              |           |  |
| Caniggia 42’ | Marcatori |  |

| Arbitro: | Merlino (Torre del Greco) |

|                         |           |                                      |
| Signori 18’ Picasso 46’ | Marcatori | 11’ (aut.) Consagra 13’, 64’ Perrone |

| Arbitro: | Rosica (Roma) |

|  |           |           |
|  | Marcatori | 10’ Melli |

| Arbitro: | Boggi (Salerno) |

|              |           |                |
| Bonacina 30’ | Marcatori | 52’ Piovanelli |

| Bari 15 dicembre 1991 | Bari            | 0 – 0 | Atalanta | Stadio San Nicola\| Arbitro: \| Bettin (Padova) \| |
| Arbitro:              | Bettin (Padova) |       |          |                                                    |

| Bergamo 5 gennaio 1992 | Atalanta          | 0 – 0 | Verona | Stadio Comunale\| Arbitro: \| Mughetti (Cesena) \| |
| Arbitro:               | Mughetti (Cesena) |       |        |                                                    |

| Arbitro: | Bazzoli (Merano) |

|              |           |                |
| Policano 45’ | Marcatori | 83’ Piovanelli |

| Arbitro: | Sguizzato (Verona) |

|                      |           |  |
| Bianchezi 29’ (rig.) | Marcatori |  |

#### Girone di ritorno
| Arbitro: | Luci (Firenze) |

|                      |           |             |
| Bianchezi 69’ (rig.) | Marcatori | 17’ Silenzi |

| Arbitro: | Rodomonti (Teramo) |

|            |           |  |
| Aloisi 55’ | Marcatori |  |

| Arbitro: | Pezzella (Frattamaggiore) |

|               |           |  |
| Strömberg 66’ | Marcatori |  |

| Arbitro: | Bazzoli (Merano) |

|                            |           |                |
| Schillaci 34’ Baggio I 51’ | Marcatori | 49’ Piovanelli |

| Arbitro: | Chiesa (Milano) |

|                      |           |              |
| Bianchezi 41’ (rig.) | Marcatori | 90’ Rampulla |

| Arbitro: | Ceccarini (Livorno) |

|                                 |           |              |
| van Basten 34’ (rig.), 36’, 40’ | Marcatori | 8’ Bianchezi |

| Bergamo 8 marzo 1992 | Atalanta           | 0 – 0 | Sampdoria | Stadio Comunale\| Arbitro: \| Fabricatore (Roma) \| |
| Arbitro:             | Fabricatore (Roma) |       |           |                                                     |

| Cagliari 15 marzo 1992 | Cagliari       | 0 – 0 | Atalanta | Stadio Sant'Elia\| Arbitro: \| Luci (Firenze) \| |
| Arbitro:               | Luci (Firenze) |       |          |                                                  |

| Arbitro: | Fucci (Salerno) |

|              |           |  |
| Caniggia 42’ | Marcatori |  |

| Arbitro: | Beschin (Legnago) |

|                                |           |  |
| Orlando 34’ Batistuta 44’, 89’ | Marcatori |  |

| Arbitro: | Brignoccoli (Ancona) |

|                                              |           |                                                        |
| Consagra 38’ (aut.) Cornacchia 74’, 84’, 87’ | Marcatori | 40’ Baiano 53’ (aut.) Minaudo 59’ Šalimov 71’ Rambaudi |

| Parma 18 aprile 1992 | Parma              | 0 – 0 | Atalanta | Stadio Ennio Tardini\| Arbitro: \| Sguizzato (Verona) \| |
| Arbitro:             | Sguizzato (Verona) |       |          |                                                          |

| Arbitro: | Collina (Viareggio) |

|  |           |            |
|  | Marcatori | 73’ Völler |

| Arbitro: | Beschin (Legnago) |

|                          |           |           |
| Perrone 53’ Caniggia 72’ | Marcatori | 45’ Platt |

| Arbitro: | Rosica (Roma) |

|                 |           |                                                 |
| Ghirardello 87’ | Marcatori | 11’ Caniggia 14’ (rig.) Bianchezi 68’ Pasciullo |

| Arbitro: | Arena (Ercolano) |

|              |           |                                   |
| Caniggia 61’ | Marcatori | 31’ Bresciani 38’ Scifo 73’ Bruno |

| Milano 24 maggio 1992 | Inter                         | 0 – 0 | Atalanta | Stadio Giuseppe Meazza\| Arbitro: \| Quartuccio (Torre Annunziata) \| |
| Arbitro:              | Quartuccio (Torre Annunziata) |       |          |                                                                       |

### Coppa Italia

#### Turni preliminari
| Arbitro: | Conocchiari (Macerata) |

|                                     |           |              |
| Caniggia 27’ Bordin 38’ Perrone 65’ | Marcatori | 23’ Montrone |

| Arbitro: | Nicchi (Arezzo) |

|                                        |           |                      |
| Franceschetti 31’ Galderisi 49’ (rig.) | Marcatori | 40’ (rig.) Bianchezi |

#### Fase finale
| Bergamo 29 ottobre 1991 Ottavi di finale - Andata | Atalanta       | 0 – 0 | Juventus | Stadio Comunale\| Arbitro: \| Luci (Firenze) \| |
| Arbitro:                                          | Luci (Firenze) |       |          |                                                 |

| Arbitro: | Cinciripini (Ascoli Piceno) |

|                                               |           |               |
| Júlio César 44’ Corini 55’ (rig.) Alessio 76’ | Marcatori | 14’ Bigliardi |

## Statistiche

### Statistiche di squadra
| Competizione | Punti | In casa | In casa | In casa | In casa | In casa | In casa | In trasferta | In trasferta | In trasferta | In trasferta | In trasferta | In trasferta | Totale | Totale | Totale | Totale | Totale | Totale | DR |
| Competizione | Punti | G       | V       | N       | P       | Gf      | Gs      | G            | V            | N            | P            | Gf           | Gs           | G      | V      | N      | P      | Gf     | Gs     | DR |
| ------------ | ----- | ------- | ------- | ------- | ------- | ------- | ------- | ------------ | ------------ | ------------ | ------------ | ------------ | ------------ | ------ | ------ | ------ | ------ | ------ | ------ | -- |
| Serie A      | 34    | 17      | 5       | 7       | 5       | 14      | 16      | 17           | 5            | 7            | 5            | 17           | 17           | 34     | 10     | 14     | 10     | 31     | 33     | -2 |
| Coppa Italia |       | 2       | 1       | 1       | 0       | 3       | 1       | 2            | 0            | 0            | 2            | 2            | 5            | 4      | 1      | 1      | 2      | 5      | 6      | -1 |
| Totale       |       | 19      | 6       | 8       | 5       | 17      | 17      | 19           | 5            | 7            | 7            | 19           | 22           | 38     | 11     | 15     | 12     | 36     | 39     | -3 |

### Statistiche dei giocatori[2]
| Giocatore     | Serie A  | Serie A | Serie A     | Serie A    | Coppa Italia | Coppa Italia | Coppa Italia | Coppa Italia | Totale   | Totale | Totale      | Totale     |
| Giocatore     | Presenze | Reti    | Ammonizioni | Espulsioni | Presenze     | Reti         | Ammonizioni  | Espulsioni   | Presenze | Reti   | Ammonizioni | Espulsioni |
| ------------- | -------- | ------- | ----------- | ---------- | ------------ | ------------ | ------------ | ------------ | -------- | ------ | ----------- | ---------- |
| C. Bianchezi  | 29       | 8       | ?           | ?          | 4            | 1            | ?            | ?            | 33       | 9      | ?           | ?          |
| T. Bigliardi  | 29       | 0       | ?           | ?          | 4            | 1            | ?            | ?            | 33       | 1      | ?           | ?          |
| R. Bordin     | 30       | 0       | ?           | ?          | 3            | 1            | ?            | ?            | 33       | 1      | ?           | ?          |
| N. Boselli    | 2        | 0       | ?           | ?          | -            | -            | -            | -            | 2        | 0      | 0+          | 0+         |
| R. Bracaloni  | 7        | 0       | ?           | ?          | -            | -            | -            | -            | 7        | 0      | 0+          | 0+         |
| C. Caniggia   | 31       | 8       | ?           | ?          | 4            | 1            | ?            | ?            | 35       | 9      | ?           | ?          |
| C. Clementi   | 2        | 0       | ?           | ?          | 1            | 0            | ?            | ?            | 3        | 0      | ?           | ?          |
| C. Cornacchia | 21       | 3       | ?           | ?          | 2            | 0            | ?            | ?            | 23       | 3      | ?           | ?          |
| T. De Patre   | 7        | 0       | ?           | ?          | 2            | 0            | ?            | ?            | 9        | 0      | ?           | ?          |
| F. Ferron     | 34       | 0       | ?           | ?          | 4            | 0            | ?            | ?            | 38       | 0      | ?           | ?          |
| G. Minaudo    | 30       | 0       | ?           | ?          | 3            | 0            | ?            | ?            | 33       | 0      | ?           | ?          |
| E. Nicolini   | 26       | 0       | ?           | ?          | 3            | 0            | ?            | ?            | 29       | 0      | ?           | ?          |
| P. Orlandini  | 9        | 0       | ?           | ?          | 3            | 0            | ?            | ?            | 12       | 0      | ?           | ?          |
| L. Pasciullo  | 31       | 1       | ?           | ?          | 4            | 0            | ?            | ?            | 35       | 1      | ?           | ?          |
| C. Perrone    | 34       | 4       | ?           | ?          | 4            | 1            | ?            | ?            | 38       | 5      | ?           | ?          |
| L. Piovanelli | 16       | 3       | ?           | ?          | -            | -            | -            | -            | 16       | 3      | 0+          | 0+         |
| F. Pisani     | 6        | 0       | ?           | ?          | -            | -            | -            | -            | 6        | 0      | 0+          | 0+         |
| S. Porrini    | 30       | 0       | ?           | ?          | 4            | 0            | ?            | ?            | 34       | 0      | ?           | ?          |
| S. Sottili    | 6        | 0       | ?           | ?          | 1            | 0            | ?            | ?            | 7        | 0      | ?           | ?          |
| P. Strömberg  | 29       | 2       | ?           | ?          | 2            | 0            | ?            | ?            | 31       | 2      | ?           | ?          |
| E. Tresoldi   | 5        | 0       | ?           | ?          | -            | -            | -            | -            | 5        | 0      | 0+          | 0+         |
| M. Valentini  | 17       | 0       | ?           | ?          | 1            | 0            | ?            | ?            | 18       | 0      | ?           | ?          |